# Tenisový turnaj v Rosmalenu
Tenisový turnaj v Rosmalenu, oficiálně Libéma Open, je profesionální tenisový turnaj mužů a žen v nizozemském Rosmalenu u 's-Hertogenbosche, založený v roce 1990. Probíhá během června v areálu Autotron Rosmalen na otevřených travnatých dvorcích. Řadí se do kalendáře okruhů ATP Tour a WTA Tour. Nizozemská událost představuje přípravu před londýnským grandslamem ve Wimbledonu.

## Historie
Mužská polovina rosmalenského turnaje byla založena v roce 1990 a na okruhu ATP Tour patří od sezóny 2009 do kategorie ATP Tour 250. Ženská část vznikla roku 1996 a v rámci okruhu WTA Tour se řadí do kategorie WTA 250, která v sezóně 2021 nahradila WTA International. Do soutěží dvouher nastupuje dvacet osm mužů a třicet dva žen, čtyřher se účastní šestnáct párů.
Již v roce 1989 proběhl na rosmalenských dvorcích turnaj konaný mimo okruh ATP Tour pro osm pozvaných hráčů, kteří byli rozděleni do dvou skupin. Vítězem se stal československý tenista Miloslav Mečíř. V letech 1990–1993 se jednalo o jedinou travnatou událost v kontinentální Evropě. V sezóně 1993 pak vznikl další turnaj na trávě Gerry Weber Open.
V minulosti nesla nizozemská událost několik názvů odrážející generální sponzory. Od roku 1990 znělo pojmenování turnaje Continental Grass Court Championships, v letech  1997–2001 nesl název Heineken Trophy, v období 2002–2009 Ordina Open, mezi sezónami 2010–2012 UNICEF Open, v letech 2013–2015 bylo jeho jménem Topshelf Open a konečně mezi roky 2016–2017 Ricoh Open. Od sezóny 2018 oficiální název zní Libéma Open poté, co se hlavním partnerem stala nizozemská obchodní skupina Libéma, podnikající se zábavními parky, zoo a v dalších aktivitách, která je vlastníkem areálu Autotron Rosmalen. V sezónách 2020 a 2021 byl turnaj zrušen kvůli pandemii covidu-19.
Nejvíce singlových vítězství získali Australan Patrick Rafter (1997–1999) a Francouz Nicolas Mahut (2013, 2015–2016), kteří triumfovali třikrát. Mezi ženami drží rekordní počet dvou titulů Belgičanka Justine Heninová, Thajka Tamarine Tanasugarnová, Američanka Coco Vandewegheová a Jekatěrina Alexandrovová.

## Vývoj názvu
- 1990–1996: Continental Grass Court Championships (muži)
- 1996: Wilkinson Lady Championships (ženy)
- 1997–2001: Heineken Trophy
- 2002–2009: Ordina Open
- 2010–2012: UNICEF Open
- 2013–2015: Topshelf Open
- 2016–2017: Ricoh Open
- od 2018: Libéma Open

## Přehled finále

### Mužská dvouhra
| Rok  | vítěz                           | finalista                       | výsledek                        |
| ---- | ------------------------------- | ------------------------------- | ------------------------------- |
| 1990 | Amos Mansdorf                   | Alexandr Volkov                 | 6–3, 7–6                        |
| 1991 | Christian Saceanu               | Michiel Schapers                | 6–1, 3–6, 7–5                   |
| 1992 | Michael Stich                   | Jonathan Stark                  | 6–4, 7–5                        |
| 1993 | Arnaud Boetsch                  | Wally Masur                     | 3–6, 6–3, 6–3                   |
| 1994 | Richard Krajicek                | Karsten Braasch                 | 6–3, 6–4                        |
| 1995 | Karol Kučera                    | Anders Järryd                   | 7–6(9–7), 7–6(7–4)              |
| 1996 | Richey Reneberg                 | Stephane Simian                 | 6–4, 6–0                        |
| 1997 | Richard Krajicek (2)            | Guillaume Raoux                 | 6–4, 7–6(9–7)                   |
| 1998 | Patrick Rafter                  | Martin Damm                     | 7–6(7–2), 6–2                   |
| 1999 | Patrick Rafter (2)              | Andrei Pavel                    | 3–6, 7–6(9–7), 6–4              |
| 2000 | Patrick Rafter (3)              | Nicolas Escudé                  | 6–1, 6–3                        |
| 2001 | Lleyton Hewitt                  | Guillermo Cañas                 | 6–3, 6–4                        |
| 2002 | Sjeng Schalken                  | Arnaud Clément                  | 3–6, 6–3, 6–2                   |
| 2003 | Sjeng Schalken (2)              | Arnaud Clément                  | 6–3, 6–4                        |
| 2004 | Michaël Llodra                  | Guillermo Coria                 | 6–3, 6–4                        |
| 2005 | Mario Ančić                     | Michaël Llodra                  | 7–5, 6–4                        |
| 2006 | Mario Ančić (2)                 | Jan Hernych                     | 6–0, 5–7, 7–5                   |
| 2007 | Ivan Ljubičić                   | Peter Wessels                   | 7–6, 4–6, 7–6                   |
| 2008 | David Ferrer                    | Marc Gicquel                    | 6–4, 6–2                        |
| 2009 | Benjamin Becker                 | Raemon Sluiter                  | 7–5, 6–3                        |
| 2010 | Serhij Stachovskyj              | Janko Tipsarević                | 6–3, 6–0                        |
| 2011 | Dmitrij Tursunov                | Ivan Dodig                      | 6–3, 6–2                        |
| 2012 | David Ferrer (2)                | Philipp Petzschner              | 6–3, 6–4                        |
| 2013 | Nicolas Mahut                   | Stanislas Wawrinka              | 6–3, 6–4                        |
| 2014 | Roberto Bautista Agut           | Benjamin Becker                 | 2–6, 7–6(7–2), 6–4              |
| 2015 | Nicolas Mahut (2)               | David Goffin                    | 7–6(7–1), 6–1                   |
| 2016 | Nicolas Mahut (3)               | Gilles Müller                   | 6–4, 6–4                        |
| 2017 | Gilles Müller                   | Ivo Karlović                    | 7–6(7–5), 7–6(7–4)              |
| 2018 | Richard Gasquet                 | Jérémy Chardy                   | 6–3, 7–6(7–5)                   |
| 2019 | Adrian Mannarino                | Jordan Thompson                 | 7–6(9–7), 6–3                   |
| 2020 | zrušeno pro pandemii koronaviru | zrušeno pro pandemii koronaviru | zrušeno pro pandemii koronaviru |
| 2021 | zrušeno pro pandemii koronaviru | zrušeno pro pandemii koronaviru | zrušeno pro pandemii koronaviru |
| 2022 | Tim van Rijthoven               | Daniil Medveděv                 | 6–4, 6–1                        |
| 2023 | Tallon Griekspoor               | Jordan Thompson                 | 6–7(4–7), 7–6(7–3), 6–3         |
| 2024 | Alex de Minaur                  | Sebastian Korda                 | 6–2, 6–4                        |
| 2025 | Gabriel Diallo                  | Zizou Bergs                     | 7−5, 7–6(10–8)                  |

### Ženská dvouhra
| Rok  | vítězka                         | finalistka                      | výsledek                        |
| ---- | ------------------------------- | ------------------------------- | ------------------------------- |
| 1996 | Anke Huberová                   | Helena Suková                   | 6–4, 7–6                        |
| 1997 | Ruxandra Dragomirová            | Miriam Oremansová               | 5–7, 6–2, 6–4                   |
| 1998 | Julie Halard-Decugisová         | Miriam Oremansová               | 6–3, 6–4                        |
| 1999 | Kristina Brandiová              | Silvija Talajová                | 6–0, 3–6, 6–1                   |
| 2000 | Martina Hingisová               | Ruxandra Dragomirová            | 6–2, 3–0skreč                   |
| 2001 | Justine Heninová                | Kim Clijstersová                | 6–4, 3–6, 6–3                   |
| 2002 | Eleni Daniilidou                | Jelena Dementěvová              | 3–6, 6–2, 6–3                   |
| 2003 | Kim Clijstersová                | Justine Henin-Hardenneová       | 6–7(4–7), 3–0skreč              |
| 2004 | Mary Pierceová                  | Klára Koukalová                 | 7–6(8–6), 6–2                   |
| 2005 | Klára Koukalová                 | Lucie Šafářová                  | 3–6, 6–2, 6–2                   |
| 2006 | Michaëlla Krajiceková           | Dinara Safinová                 | 6–3, 6–4                        |
| 2007 | Anna Čakvetadzeová              | Jelena Jankovićová              | 7–6(7–2), 3–6, 6–3              |
| 2008 | Tamarine Tanasugarnová          | Dinara Safinová                 | 7–5, 6–3                        |
| 2009 | Tamarine Tanasugarnová (2)      | Yanina Wickmayerová             | 6–3, 7–5                        |
| 2010 | Justine Heninová (2)            | Andrea Petkovicová              | 3–6, 6–3, 6–4                   |
| 2011 | Roberta Vinciová                | Jelena Dokićová                 | 6–7(7–9), 6–3, 7–5              |
| 2012 | Naděžda Petrovová               | Urszula Radwańská               | 6–4, 6–3                        |
| 2013 | Simona Halepová                 | Kirsten Flipkensová             | 6–4, 6–2                        |
| 2014 | Coco Vandewegheová              | Čeng Ťie                        | 6–2, 6–4                        |
| 2015 | Camila Giorgiová                | Belinda Bencicová               | 7–5, 6–3                        |
| 2016 | Coco Vandewegheová (2)          | Kristina Mladenovicová          | 7–5, 7–5                        |
| 2017 | Anett Kontaveitová              | Natalja Vichljancevová          | 6–2, 6–3                        |
| 2018 | Aleksandra Krunićová            | Kirsten Flipkensová             | 6–7(0–7), 7–5, 6–1              |
| 2019 | Alison Riskeová                 | Kiki Bertensová                 | 0–6, 7–6(7–3), 7–5              |
| 2020 | zrušeno pro pandemii koronaviru | zrušeno pro pandemii koronaviru | zrušeno pro pandemii koronaviru |
| 2021 | zrušeno pro pandemii koronaviru | zrušeno pro pandemii koronaviru | zrušeno pro pandemii koronaviru |
| 2022 | Jekatěrina Alexandrovová        | Aryna Sabalenková               | 7–5, 6–0                        |
| 2023 | Jekatěrina Alexandrovová (2)    | Veronika Kuděrmetovová          | 4–6, 6–4, 7–6(7–3)              |
| 2024 | Ljudmila Samsonovová            | Bianca Andreescuová             | 4–6, 6–3, 7–5                   |
| 2025 | Elise Mertensová                | Elena-Gabriela Ruseová          | 6–3, 7–6(7–4)                   |

### Mužská čtyřhra
| Rok  | vítězové                             | finalisté                             | výsledek                        |
| ---- | ------------------------------------ | ------------------------------------- | ------------------------------- |
| 1990 | Jakob Hlasek Michael Stich           | Jim Grabb Patrick McEnroe             | 7–6, 6–3                        |
| 1991 | Hendrik Jan Davids Paul Haarhuis     | Richard Krajicek Jan Siemerink        | 6–3, 7–6                        |
| 1992 | Jim Grabb Richey Reneberg            | John McEnroe Michael Stich            | 6–4, 6–7, 6–4                   |
| 1993 | Patrick McEnroe Jonathan Stark       | David Adams Andrej Olchovskij         | 7–6, 1–6, 6–4                   |
| 1994 | Stephen Noteboom Fernon Wibier       | Diego Nargiso Peter Nyborg            | 6–3, 1–6, 7–6                   |
| 1995 | Richard Krajicek Jan Siemerink       | Hendrik Jan Davids Andrej Olchovskij  | 7–5, 6–3                        |
| 1996 | Paul Kilderry Pavel Vízner           | Anders Järryd Daniel Nestor           | 7–5, 6–3                        |
| 1997 | Jacco Eltingh Paul Haarhuis          | Trevor Kronemann David Macpherson     | 6–4, 7–5                        |
| 1998 | Guillaume Raoux Jan Siemerink        | Joshua Eagle Andrew Florent           | 6–3, 3–6, 6–1                   |
| 1999 | nehráno pro déšť                     | nehráno pro déšť                      |                                 |
| 2000 | Martin Damm Cyril Suk                | Paul Haarhuis Sandon Stolle           | 6–4, 6–7, 7–6                   |
| 2001 | Paul Haarhuis Sjeng Schalken         | Martin Damm Cyril Suk                 | 6–4, 6–4                        |
| 2002 | Martin Damm (2) Cyril Suk (2)        | Paul Haarhuis Brian MacPhie           | 7–6, 6–7, 6–4                   |
| 2003 | Martin Damm (3) Cyril Suk (3)        | Donald Johnson Leander Paes           | 7–5, 7–6                        |
| 2004 | Martin Damm (4) Cyril Suk (4)        | Lars Burgsmüller Jan Vacek            | 6–3, 6–7, 6–3                   |
| 2005 | Cyril Suk (5) Pavel Vízner (2)       | Tomáš Cibulec Leoš Friedl             | 6–3, 6–4                        |
| 2006 | Martin Damm (5) Leander Paes         | Arnaud Clément Chris Haggard          | 6–1, 7–6                        |
| 2007 | Jeff Coetzee Rogier Wassen           | Martin Damm Leander Paes              | 3–6, 7–6, [12–10]               |
| 2008 | Mario Ančić (3) Jürgen Melzer        | Maheš Bhúpatí Leander Paes            | 7–6(7–5), 6–3                   |
| 2009 | Wesley Moodie Dick Norman            | Johan Brunström Jean-Julien Rojer     | 7–6(7–3), 6–7(8–10), [10–5]     |
| 2010 | Robert Lindstedt Horia Tecău         | Lukáš Dlouhý Leander Paes             | 1–6, 7–5, [10–7]                |
| 2011 | Daniele Bracciali František Čermák   | Robert Lindstedt Horia Tecău          | 6–3, 2–6, [10–8]                |
| 2012 | Robert Lindstedt (2) Horia Tecău (2) | Juan Sebastián Cabal Dmitrij Tursunov | 6–3, 7–6(7–1)                   |
| 2013 | Max Mirnyj Horia Tecău (3)           | Andre Begemann Martin Emmrich         | 6–3, 7–6(7–4)                   |
| 2014 | Jean-Julien Rojer Horia Tecău (4)    | Santiago González Scott Lipsky        | 6–3, 7–6(7–3)                   |
| 2015 | Ivo Karlović Łukasz Kubot            | Pierre-Hugues Herbert Nicolas Mahut   | 6–2, 7–6(11–9)                  |
| 2016 | Mate Pavić Michael Venus             | Dominic Inglot Raven Klaasen          | 3–6, 6–3, [11–9]                |
| 2017 | Łukasz Kubot Marcelo Melo            | Raven Klaasen Rajeev Ram              | 6–3, 6–4                        |
| 2018 | Dominic Inglot Franko Škugor         | Raven Klaasen Michael Venus           | 7–6(7–3), 7–5                   |
| 2019 | Dominic Inglot (2) Austin Krajicek   | Marcus Daniell Wesley Koolhof         | 6–4, 4–6, [10–4]                |
| 2020 | zrušeno pro pandemii koronaviru      | zrušeno pro pandemii koronaviru       | zrušeno pro pandemii koronaviru |
| 2021 | zrušeno pro pandemii koronaviru      | zrušeno pro pandemii koronaviru       | zrušeno pro pandemii koronaviru |
| 2022 | Wesley Koolhof Neal Skupski          | Matthew Ebden Max Purcell             | 4–6, 7–5, [10–6]                |
| 2023 | Wesley Koolhof Neal Skupski (2)      | Gonzalo Escobar Oleksandr Nedověsov   | 7–6(7–1), 6–2                   |
| 2024 | Nathaniel Lammons Jackson Withrow    | Wesley Koolhof Nikola Mektić          | 7–6(7–5), 7–6(7–3)              |
| 2025 | Matthew Ebden Jordan Thompson        | Julian Cash Lloyd Glasspool           | 6–4, 3–6, [10–7]                |

### Ženská čtyřhra
| Rok  | vítězky                                               | finalistky                                           | výsledek                        |
| ---- | ----------------------------------------------------- | ---------------------------------------------------- | ------------------------------- |
| 1996 | Larisa Savčenko Neilandová Brenda Schultz-McCarthyová | Kristie Boogertová Helena Suková                     | 6–4, 7–6(9–7)                   |
| 1997 | Eva Melicharová Helena Vildová                        | Karina Habšudová Florencia Labatová                  | 6–3, 7–6(8–6)                   |
| 1998 | Sabine Appelmansová Miriam Oremansová                 | Cătălina Cristeaová Eva Melicharová                  | 6–7(4–7), 7–6(8–6), 7–6(7–5)    |
| 1999 | Silvia Farinaová Rita Grandeová                       | Cara Blacková Kristie Boogertová                     | 7–5, 7–6(7–2)                   |
| 2000 | Erika deLoneová Nicole Prattová                       | Catherine Barclayová Karina Habšudová                | 7–6(8–6), 4–3skreč              |
| 2001 | Ruxandra Dragomir Ilieová Naděžda Petrovová           | Kim Clijstersová Miriam Oremansová                   | 7–6(7–5), 6–7(5–7), 6–4         |
| 2002 | Catherine Barclayová Martina Müllerová                | Bianka Lamadeová Magdalena Malejevová                | 6–4, 7–5                        |
| 2003 | Jelena Dementěvová Lina Krasnorucká                   | Mary Pierceová Naděžda Petrovová                     | 2–6, 6–3, 6–4                   |
| 2004 | Lisa McSheaová Milagros Sequeraová                    | Jelena Kostanićová Claudine Schaulová                | 7–6(7–3), 6–3                   |
| 2005 | Anabel Medina Garriguesová Dinara Safinová            | Iveta Benešová Nuria Llagostera Vivesová             | 6–4, 2–6, 7–6(13–11)            |
| 2006 | Jen C’ Čeng Ťie                                       | Ana Ivanovićová Maria Kirilenková                    | 3–6, 6–2, 6–2                   |
| 2007 | Čan Jung-žan Čuang Ťia-žung                           | Anabel Medina Garriguesová Virginia Ruano Pascualová | 7–5, 6–2                        |
| 2008 | Marina Erakovicová Michaëlla Krajiceková              | Līga Dekmeijereová Angelique Kerberová               | 6–3, 6–2                        |
| 2009 | Sara Erraniová Flavia Pennettaová                     | Michaëlla Krajiceková Yanina Wickmayerová            | 6–4, 5–7, [13–11]               |
| 2010 | Alla Kudrjavcevová Anastasia Rodionovová              | Vania Kingová Jaroslava Švedovová                    | 3–6, 6–3, [10–8]                |
| 2011 | Barbora Záhlavová-Strýcová Klára Zakopalová           | Dominika Cibulková Flavia Pennettaová                | 1–6, 6–4, [10–7]                |
| 2012 | Sara Erraniová (2) Roberta Vinciová                   | Maria Kirilenková Naděžda Petrovová                  | 6–4, 3–6, [11–9]                |
| 2013 | Irina-Camelia Beguová Anabel Medina Garriguesová (2)  | Dominika Cibulková Arantxa Parra Santonjaová         | 4–6, 7–6(7–3), [11–9]           |
| 2014 | Marina Erakovicová (2) Arantxa Parra Santonjaová      | Michaëlla Krajiceková Kristina Mladenovicová         | 0–6, 7–6(7–5), [10–8]           |
| 2015 | Asia Muhammadová Laura Siegemundová                   | Jelena Jankovićová Anastasija Pavljučenkovová        | 6–3, 7–5                        |
| 2016 | Oxana Kalašnikovová Jaroslava Švedovová               | Xenia Knollová Aleksandra Krunićová                  | 6–1, 6–1                        |
| 2017 | Dominika Cibulková Kirsten Flipkensová                | Kiki Bertensová Demi Schuursová                      | 4–6, 6–4, [10–6]                |
| 2018 | Elise Mertensová Demi Schuursová                      | Kiki Bertensová Kirsten Flipkensová                  | 3–3skreč                        |
| 2019 | Šúko Aojamová Aleksandra Krunićová                    | Lesley Kerkhoveová Bibiane Schoofsová                | 7–5, 6–3                        |
| 2020 | zrušeno pro pandemii koronaviru                       | zrušeno pro pandemii koronaviru                      | zrušeno pro pandemii koronaviru |
| 2021 | zrušeno pro pandemii koronaviru                       | zrušeno pro pandemii koronaviru                      | zrušeno pro pandemii koronaviru |
| 2022 | Ellen Perezová Tamara Zidanšeková                     | Veronika Kuděrmetovová Elise Mertensová              | 6–3, 5–7, [12–10]               |
| 2023 | Šúko Aojamová (2) Ena Šibaharaová                     | Viktória Hrunčáková Tereza Mihalíková                | 6–3, 6–3                        |
| 2024 | Ingrid Neelová Bibiane Schoofsová                     | Tereza Mihalíková Olivia Nichollsová                 | 7–6(8–6), 6–3                   |
| 2025 | Irina Chromačovová Fanny Stollárová                   | Nicole Melicharová-Martinezová Ljudmila Samsonovová  | 7–5, 6–3                        |

## Rekordy
| Mužská dvouhra           | Mužská dvouhra | Mužská dvouhra               |
| Rekord                   | Rekord         | držitelé rekordu             |
| ------------------------ | -------------- | ---------------------------- |
| Nejvíce titulů           | 3              | Nicolas Mahut Patrick Rafter |
| Nejvíce titulů v řadě    | 3              | Patrick Rafter               |
| Nejvíce vyhraných zápasů | 25             | Richard Krajicek             |
| Nejmladší vítěz          | 20 let         | Lleyton Hewitt (2001)        |
| Nejstarší vítěz          | 34 let         | Nicolas Mahut (2016)         |
| Nejvýše postavený vítěz  | 2. ATP         | Patrick Rafter (1999)        |
| Nejníže postavený vítěz  | 240. ATP       | Nicolas Mahut (2013)         |
| Mužská čtyřhra           |                |                              |
| Nejvíce titulů           | 5              | Martin Damm Cyril Suk        |
| Nejvíce finále           | 7              | Martin Damm                  |

## Galerie

Anna-Lena Grönefeldová
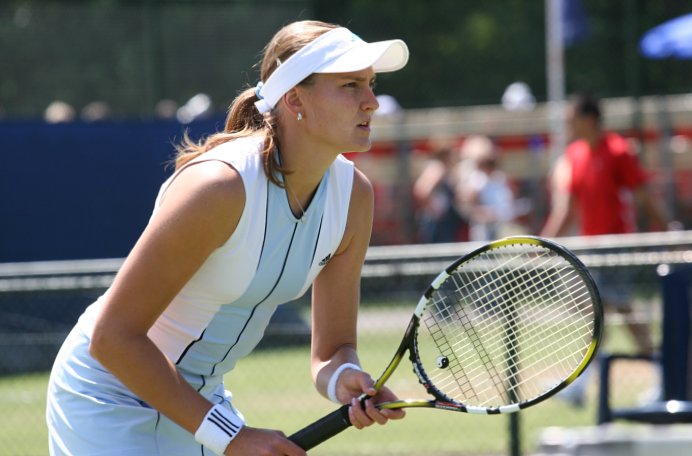
Naděžda Petrovová
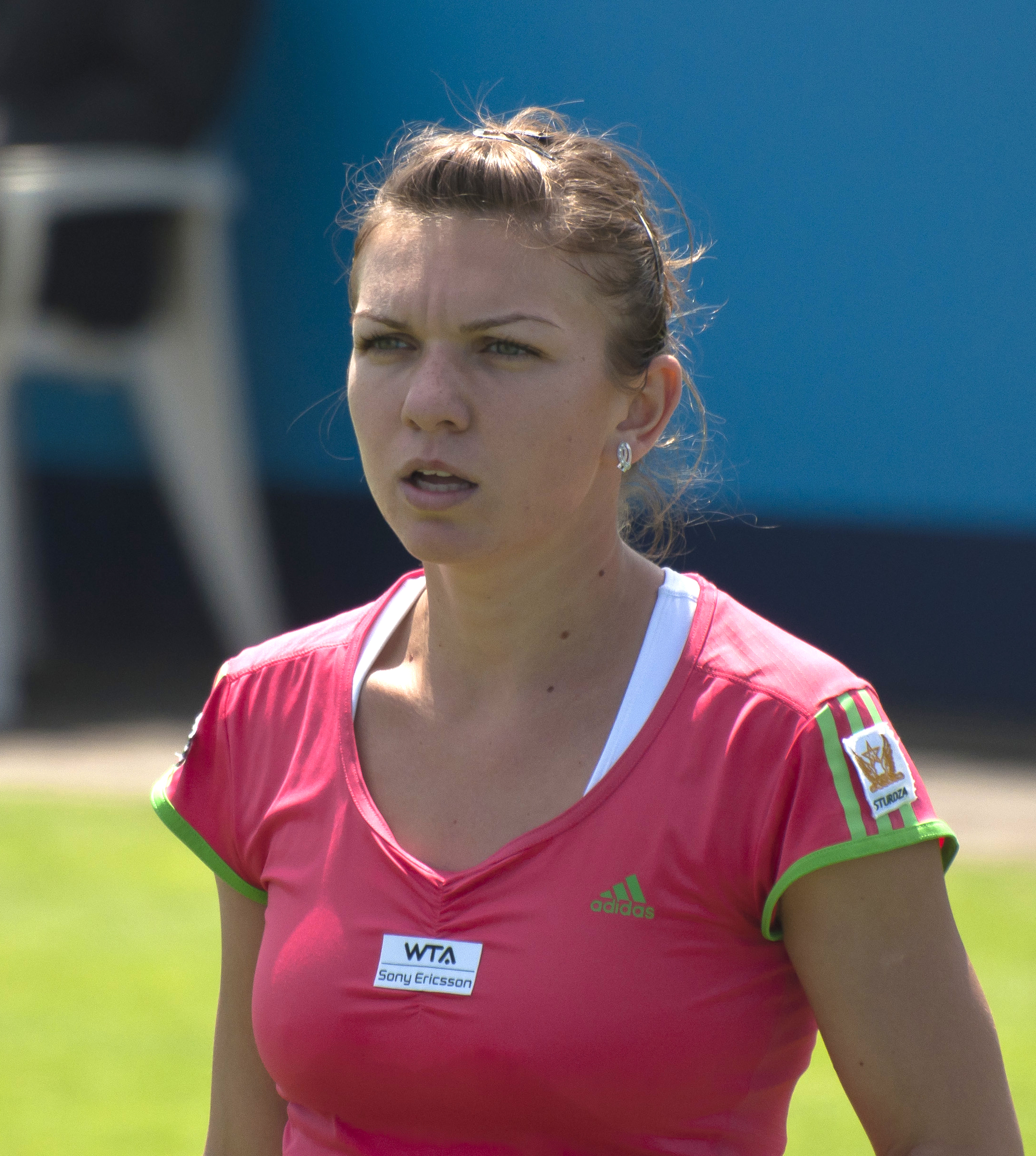
Simona Halepová
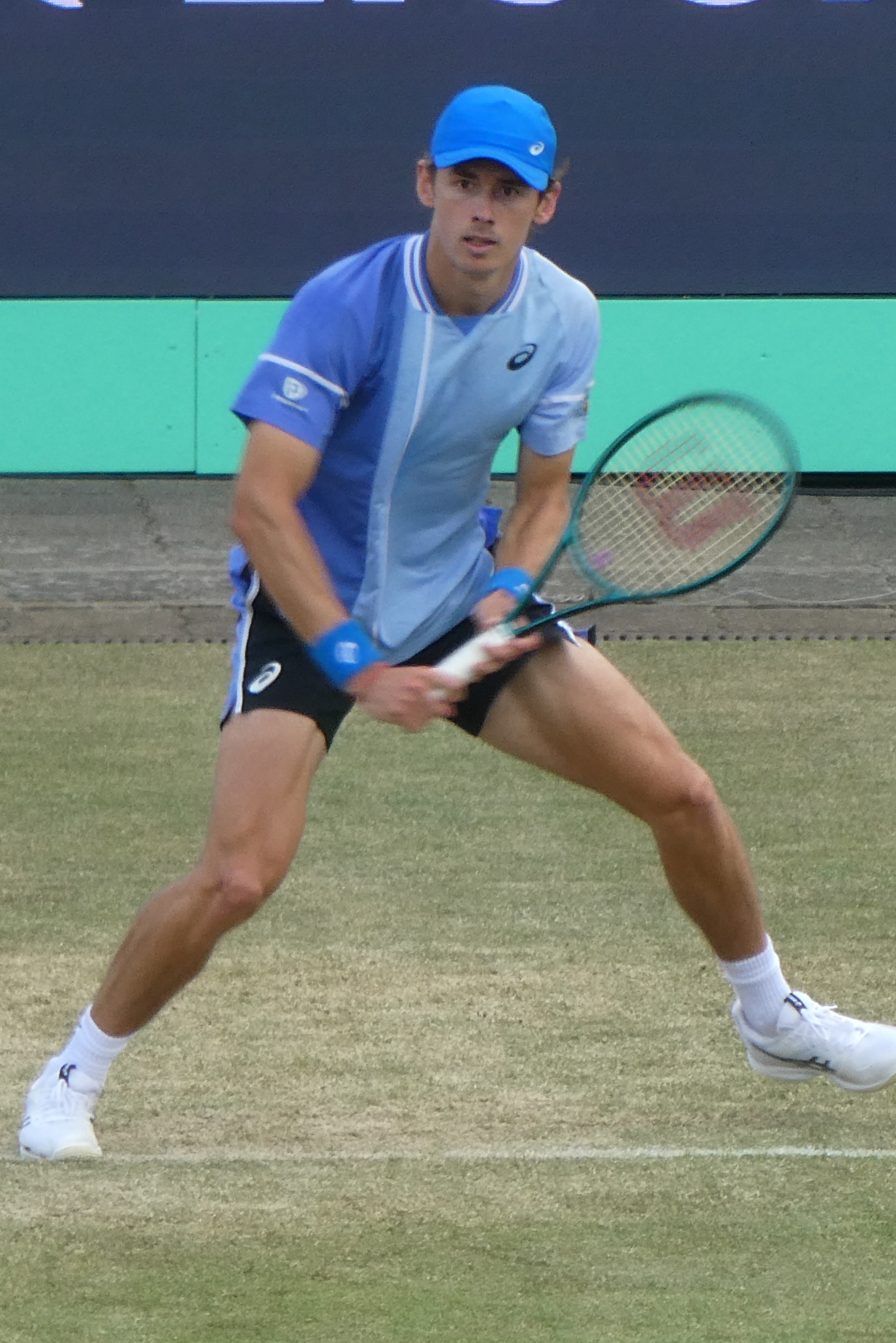
Alex de Minaur, 2024
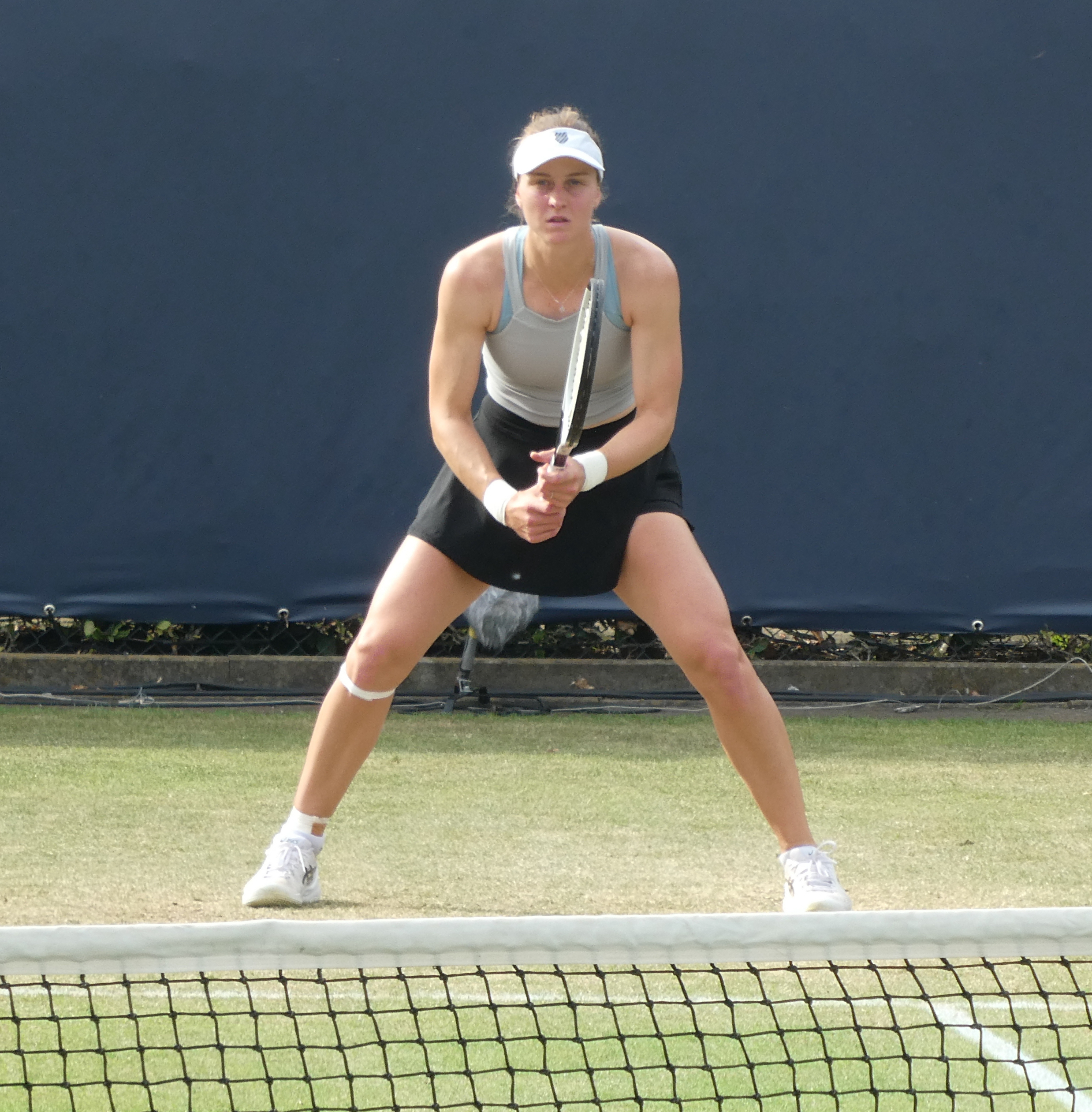
Ljudmila Samsonovová, 2024